# کلاته جبار
کلاته جبار، روستایی از توابع بخش قلندرآباد شهرستان فریمان در استان خراسان رضوی ایران است.

## جمعیت
این روستا در دهستان قلندرآباد قرار دارد و براساس سرشماری مرکز آمار ایران در سال ۱۳۸۵، جمعیت آن ۵۷ نفر (۱۲خانوار) بوده‌است. در گذشته به دلیل نزدیکی این روستا به روستای چشمه ایلخی و وجود اختلافاتی، شاهد درگیریهای زیادی بوده است.طی چند سال اخیر این روستا و روستاهای اطراف، شاهد مهاجرت معکوس اهالی سابق آن بوده است که سبب شده بافت قدیمی آن تغییر کند. همچنین شاهد ویلاسازی هایی در این منطقه و مناطق اطراف هستیم که آرامش اهالی را برهم زده است.